# 西藏多榔菊
西藏多榔菊（学名：Doronicum thibetanum）为菊科多榔菊属的植物，为中国的特有植物。分布在中国大陆的青海、云南、四川、西藏等地，生长于海拔3,400米至4,200米的地区，一般生于灌丛、高山草地以及多砾石山坡，目前尚未由人工引种栽培。